# Le Journal d'Henriette
Le Journal d'Henriette, ensuite plus simplement Henriette, est une série de bande dessinée, créée en 1985 par Dupuy-Berberian.

## La trame
Henriette est une pré-adolescente myope, de petite taille et un peu enveloppée. Ses parents sont encombrants et bien loin de la comprendre. Elle rêve d'un avenir meilleur et se confie à son journal intime, d'où le titre de la série.

## Historique
Cette série paraît d'abord dans la revue Fluide Glacial à partir de 1985, sous le titre le Journal d'Henriette. Elle obtient rapidement du succès, par son humour décapant, et le côté revanchard et spontané d'Henriette. L'Alph-Art coup de cœur lui est décerné en 1989 au festival d'Angoulême. La série est également publiée dans le magazine Je Bouquine dans la seconde moitié des années 90.

## Albums
- Le Journal d'Henriette :

1. Le Journal d'Henriette, Audie, coll. « Fluide glacial », 1988.
2. Le Journal d'Henriette 2, Audie, coll. « Fluide glacial », 1988.
3. Le Destin d'Henriette, Les Humanoïdes associés, 1991.

- Henriette, Les Humanoïdes Associés :

1. Une envie de trop, 1998  (ISBN 2-73161-341-6)[3].
2. Un temps de chien, 1999[4].
3. Trop potes, 2001[5].
4. Esprit, es-tu là ?, 2003.

## Récompense
- 1989 : Alph-Art coup de cœur au festival d'Angoulême[2]